# ロバータ・コリンズ
ロバータ・コリンズ（Roberta Collins、1944年11月17日 - 2008年8月16日）は、アメリカ合衆国の映画・テレビ女優。

## 人物
魅惑的な肢体、ブロンド、巻き毛、マリリン・モンローのような容姿で知られる。SF映画『デス・レース2000年』（1975年）のマチルダや、トビー・フーパー監督の『悪魔の沼』（1977年）の売春婦クララなど、多くのエクスプロイテーション映画に出演した。
『残酷女刑務所』（1971年）で彼女を監督したジャック・ヒルは彼女について「彼女は素晴らしいキャリアを手に入れることが出来たと思いますが、私生活を共にすることはできませんでした...彼女は素敵な1日を全て正しい振る舞いで過ごし、その後午前4時までパーティーに出かけ、翌日には役立たずになっていることでしょう。」と語った。

## 来歴
1944年、出生名ロバータ・リー・ヘフリーとしてカリフォルニア州アルハンブラに生まれる。1966年から1970年までガンサー・コリンズと結婚、彼の姓を取得した。2人にはマイケルという1人息子がいた。成長すると数多くのミス・コンテストで優勝し、高校卒業直後に映画スタジオと契約を結んだ。しかし彼女の希望は取り上げられず、別のスタジオでも繰り返されたため「勉強して良い女優になろうと思いました」と後に彼女は話した。
1969年、グランド・バハマ島のフリーポートで行われたワーナー・ブラザース・セブンアーツ・インターナショナル・フィルムフェスティバルの入選者に選ばれた。非常に人気となった『残酷女刑務所』（1971年）の出演によって名声を博した。これにより多くのエクスプロイテーション映画への出演依頼が続いた。エクスプロイテーション映画以外の作品、特にテレビ番組にも多数出演した。
1970年代初めの一時期、グレン・フォードと交際していた。1990年代初めには、フォードの介護をしていたと伝えられている。

## 死去
2008年8月16日、薬物とアルコールのカクテルの過剰摂取によりロサンゼルスで不慮の死を遂げた。彼女の息子は彼女より前に亡くなっていた。彼女はフォレストローン・メモリアルパーク (ハリウッドヒルズ)に埋葬されている。

## レガシー
2014年、セントルイス国際映画際でコリンズへの賛辞が捧げられた。『女刑務所/白昼の暴動』が上映され、コンサートが開催され、ステイス・イングランドとスクリーン・シンジケートがロバータ・コリンズに触発された曲を演奏した。

## フィルモグラフィー
| 映画   | 映画                            | 映画                               | 映画                         | 映画             |
| 年     | 原題                            | 邦題                               | 役名                         | 備考             |
| ------ | ------------------------------- | ---------------------------------- | ---------------------------- | ---------------- |
| 1966   | Lord Love a Duck                | スター誕生の夢                     | high school classmate        | クレジットされず |
| 1971   | The Big Doll House              | 残酷女刑務所                       | Alcott                       |                  |
| 1971   | Women in Cages                  | 女体拷問鬼看守パム                 | Stoke                        |                  |
| 1971   | Minnie and Moskowitz            | ミニー&モスコウィッツ              | Countergirl                  | クレジットされず |
| 1972   | Sweet Kill                      | ミッドナイト・ランブラー           | Call Girl                    |                  |
| 1972   | Unholy Rollers                  | UNHOLY ROLLERS                     | Jennifer                     |                  |
| 1973   | The Roommates                   |                                    | Beth                         |                  |
| 1973   | Wonder Women                    |                                    | Laura                        |                  |
| 1974   | The Last Porno Flick            |                                    |                              |                  |
| 1974   | Caged Heat                      | 女刑務所/白昼の暴動                | Belle Tyson                  |                  |
| 1974   | Three the Hard Way              | ハードウェイ                       | Lait's secretary             |                  |
| 1975   | Death Race 2000                 | デス・レース2000年                 | Matilda the Hun              |                  |
| 1976   | The Witch Who Came from the Sea |                                    | Clarissa                     |                  |
| 1976   | Eaten Alive                     | 悪魔の沼                           | Clara                        |                  |
| 1977   | Speedtrap                       | 新バニシングIN60"/スピードトラップ | Ms. Hastings, student driver |                  |
| 1977   | Matilda                         | マチルダ                           | Tanya Six                    |                  |
| 1981   | Saturday the 14th               | 新・14日の土曜日                   | Cousin Rhonda                |                  |
| 1982   | Death Wish II                   | ロサンゼルス                       | Woman at party               |                  |
| 1984   | Hardbodies                      | ハードボディーズ                   | Lana                         |                  |
| 1985   | School Spirit                   | ラヴ・ラヴ・ゴースト               | Helen Grimshaw               |                  |
| 1986   | Hardbodies 2                    | ハードボディーズ2                  | Lana Logan                   |                  |
| 1986   | Vendetta                        | 女囚物語2・炎の復讐                | Miss Dice                    | 最後の映画出演   |
| テレビ |                                 |                                    |                              |                  |
| 年     | 原題                            | 邦題                               | 役名                         | 備考             |
| 1969   | Adam-12                         | 特捜隊アダム12                     | Sally                        | 1エピソード      |
| 1970   | Here Come the Brides            | 略奪された100人の花嫁              | Pat's girl                   | 1エピソード      |
| 1971   | Cade's County                   | 保安官サム・ケイド                 | Karen                        | 1エピソード      |
| 1974   | Movin' On                       | 爆走トラック16トン                 | Lucille                      | 1エピソード      |
| 1974   | Kolchak: The Night Stalker      | 事件記者コルチャック               | Det. Cortazzo                | 1エピソード      |
| 1974   | The Rockford Files              | ロックフォードの事件メモ           | Nancy Hellman                | 1エピソード      |
| 1977   | 79 Park Avenue                  | 愛の嵐に                           | Lola                         | TVミニシリーズ   |
| 1979   | B. J. and the Bear              | トラック野郎!B・J                  | Ellen Smith                  | 1エピソード      |

## 追記
- Szebin, Frederick. “Roberta Collins”. Femme Fetales 7 (5):  41–47.